# Pëtr Ivanovič Dolgov
Pëtr Ivanovič Dolgov in russo Пётр Иванович Долгов? (Bogojavlenskoe, 21 febbraio 1920 – Vol'sk, 1º novembre 1962) è stato un aviatore sovietico, colonnello dell'Aeronautica Militare Sovietica.
Il 1º novembre 1962 rimase ucciso mentre si lanciava con il paracadute da una navicella Volga attaccata a un pallone aerostatico nel corso di un test effettuato per il perfezionamento del seggiolino eiettabile della navicella spaziale Vostok. Dolgov si lanciò dall'altezza di 28.640 metri indossando una tuta spaziale Sokol; mentre si proiettava fuori, il suo elmetto colpì il montante della cabina e si ruppe, per cui la tuta si depressurizzò e lui rimase ucciso. Se il lancio avesse avuto successo, Dolgov non avrebbe comunque superato il record stabilito da Joseph Kittinger il 16 agosto 1960 per il lancio con il paracadute da una grande altezza (31.300 metri).
In seguito circolò la voce che Dolgov fosse rimasto ucciso l'11 ottobre 1960 in un fallito volo spaziale segreto effettuato sei mesi prima di Jurij Gagarin, per cui è stato annoverato tra i cosiddetti "cosmonauti perduti". In realtà Dolgov non ha mai fatto parte del corpo dei cosmonauti.
Una versione romanzata della morte di Dolgov è apparsa in un racconto breve di Andy Duncan, che fu pubblicato sulla rivista Asimov's Science Fiction e fu finalista del Premio Hugo.